# Urothemis
Urothemis là một chi chuồn chuồn ngô thuộc họ Libellulidae. Nó gồm các loài:
- Urothemis assignata
- Urothemis edwardsii
- Urothemis luciana
- Urothemis thomasi

## Hình ảnh

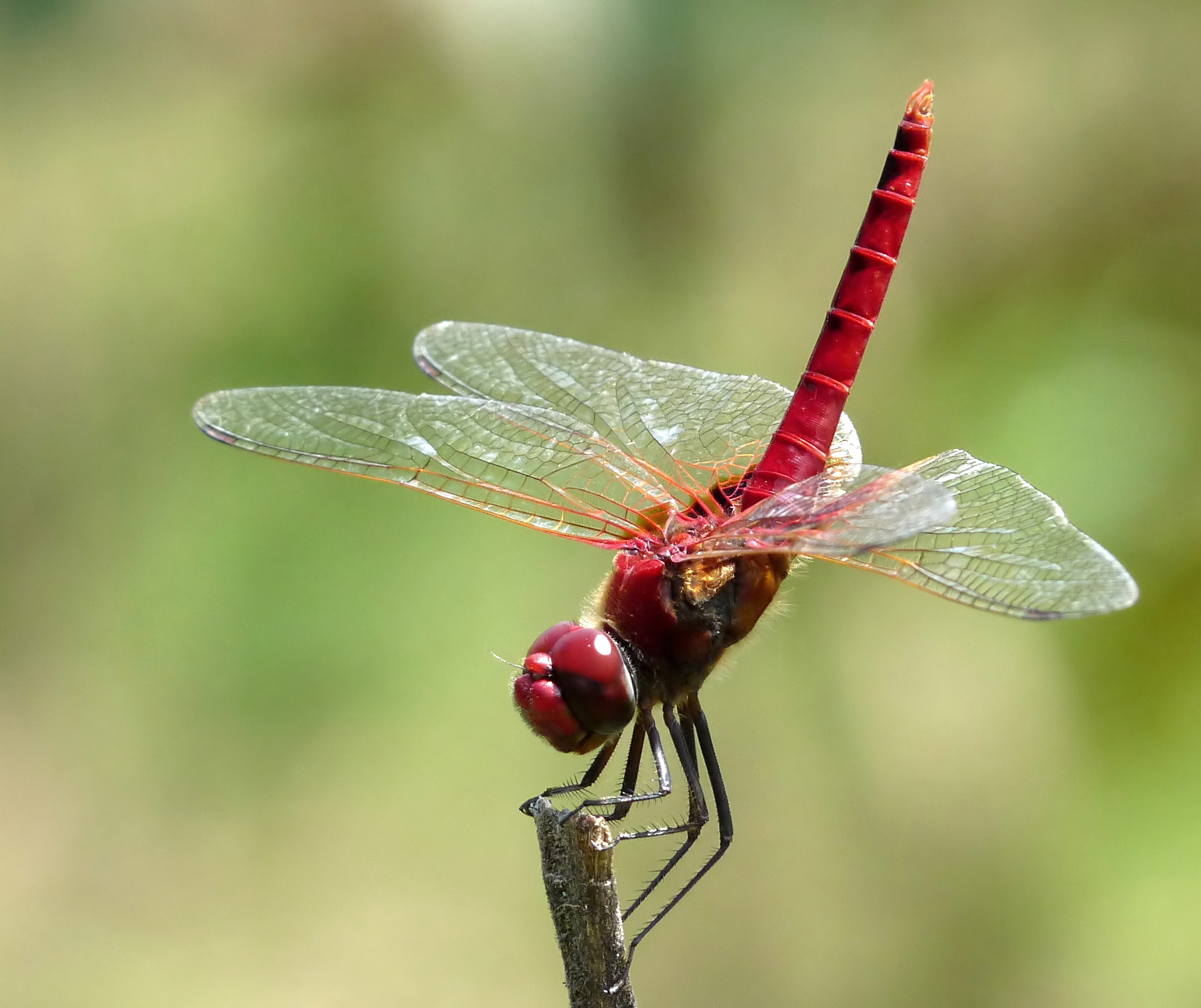
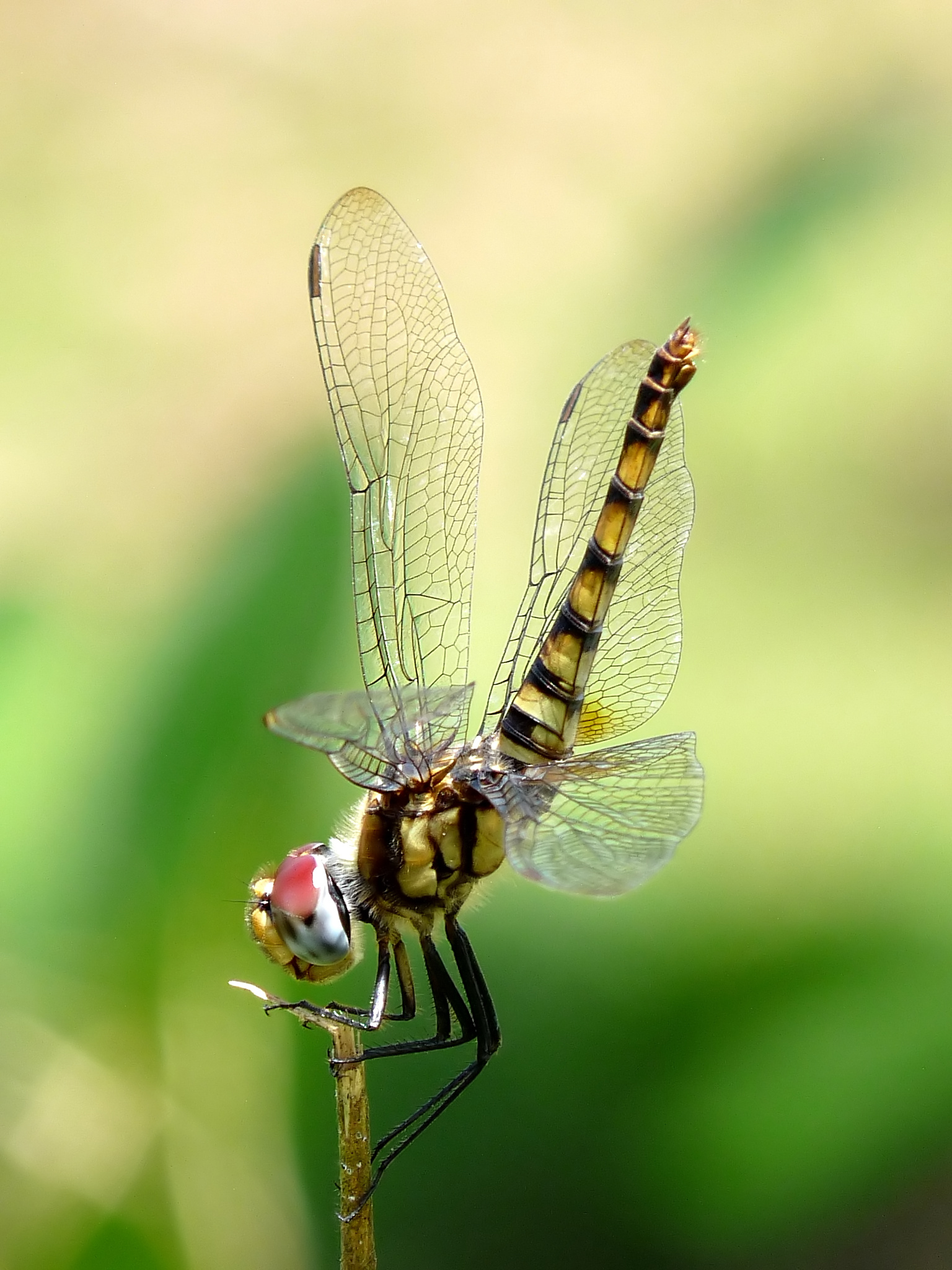
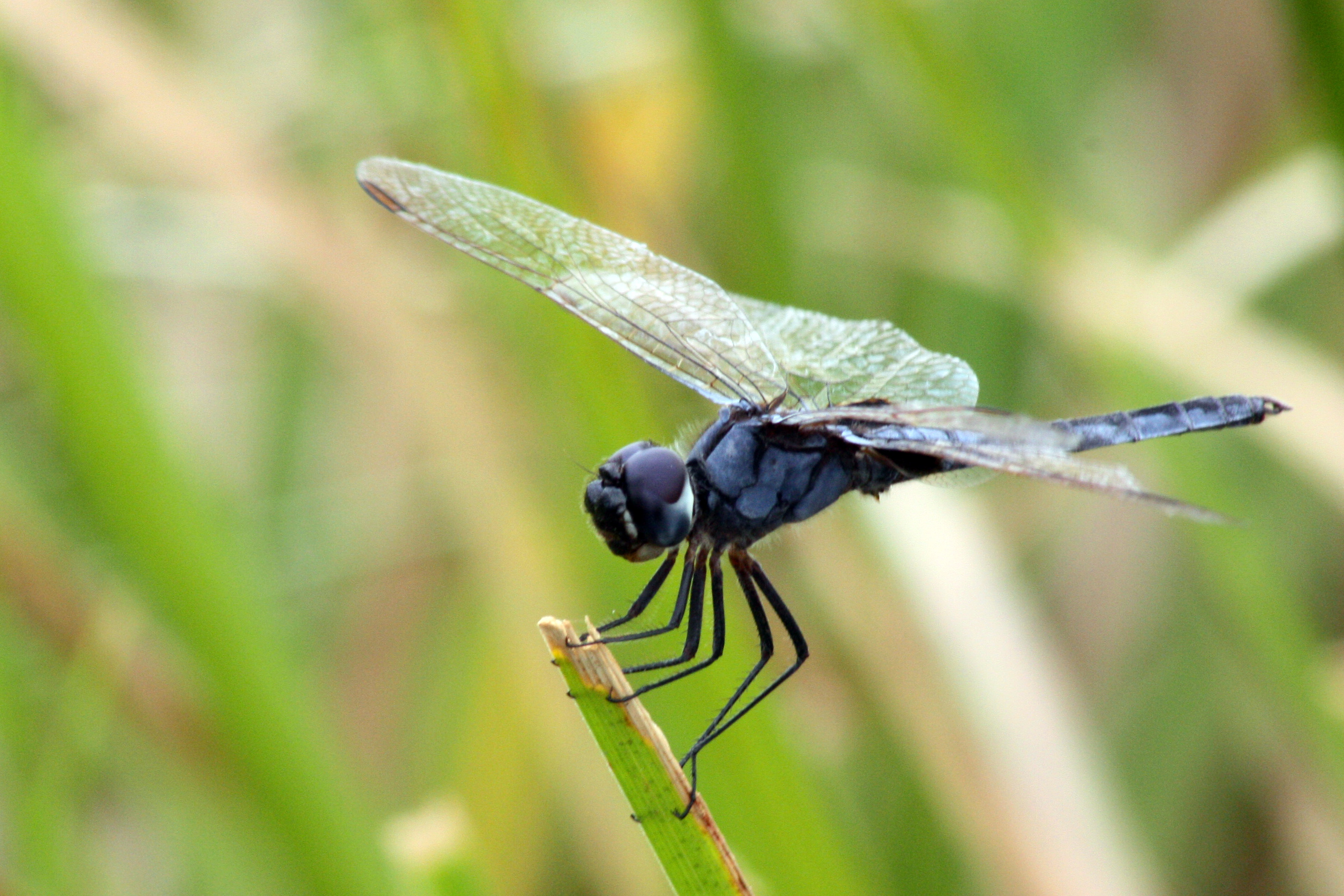